# Robert Burks
Robert Burks (ur. 4 lipca 1909 w Chino, zm. 11 maja 1968) – amerykański operator filmowy. Laureat Oscara. Autor zdjęć do kilkunastu filmów Alfreda Hitchcocka.

## Wybrana filmografia
W trakcie swej prawie 35-letniej aktywności zawodowej współpracował przy realizacji 46 filmów długo- i krótkometrażowych.

- Jammin' the Blues (1944), krótkometrażowy dokument muzyczny, reż. Gjon Mili
- Make Your Own Bed (1944), reż. Peter Godfrey
- Star in the Night (1945), krótkometrażowy obyczajowy, reż. Don Siegel
- Escape in the Desert (1945), reż. Edward A. Blatt
- Werdykt (1946), reż. Don Siegel
- To the Victor (1948), reż. Delmer Daves
- A Kiss in the Dark (1949), reż. Delmer Daves
- The Fountainhead (1949), reż. King Vidor
- Grupa uderzeniowa (1949), reż. Delmer Daves
- Za lasem (1949), reż. King Vidor
- Szklana menażeria (1950), reż. Irving Rapper
- Nieznajomi z pociągu (1951), reż. Alfred Hitchcock
- Strażnik prawa (1951), reż. Bretaigne Windust, Raoul Walsh
- Tomorrow Is Another Day (1951), reż. Felix E. Feist
- Come Fill the Cup (1951), reż. Gordon Douglas
- Close to My Heart (1951), reż. William Keighley
- Room for One More (1952), reż. Norman Taurog
- Mara Maru (1952), reż. Gordon Douglas
- Wyznaję (1953), reż. Alfred Hitchcock
- Gabinet figur woskowych (1953), reż. André de Toth
- The Desert Song (1953), reż. H. Bruce Humberstone
- So This Is Love (1953), reż. Gordon Douglas
- Hondo (1953), reż. John Farrow
- M jak morderstwo (1954), reż. Alfred Hitchcock
- Okno na podwórze (1954), reż. Alfred Hitchcock
- The Boy from Oklahoma (1954), reż. Michael Curtiz
- Złodziej w hotelu (1955), reż. Alfred Hitchcock
- Kłopoty z Harrym (1955), reż. Alfred Hitchcock
- Człowiek, który wiedział za dużo (1956), reż. Alfred Hitchcock
- Niewłaściwy człowiek (1956), reż. Alfred Hitchcock
- The Vagabond King (1956), reż. Michael Curtiz
- W duchu St. Louis (1957), reż. Billy Wilder
- Zawrót głowy (1958), reż. Alfred Hitchcock
- Czarna orchidea (1958), reż. Martin Ritt
- Północ, północny zachód (1959), reż. Alfred Hitchcock
- But Not for Me (1959), reż. Walter Lang
- Wyścig szczurów (1960), reż. Robert Mulligan
- Wielki oszust (1960), reż. Robert Mulligan
- The Pleasure of His Company (1961), reż. George Seaton
- Muzyk (1962), reż. Morton DaCosta
- Ptaki (1963), reż. Alfred Hitchcock
- Marnie (1964), reż. Alfred Hitchcock
- W cieniu dobrego drzewa (1965), reż. Guy Green
- Był sobie złodziej (1965), reż. Ralph Nelson
- Pakt ze śmiercią (1967), reż. Lamont Johnson
- Źródełko (1967), reż. William A. Graham

## Nagrody i nominacje
- 1952 - nominacja od Oscara w kategorii najlepsze zdjęcia do filmu czarno-białego za Nieznajomi w pociągu
- 1955 - nominacja od Oscara w kategorii najlepsze zdjęcia do filmu kolorowego za Okno na podwórze
- 1956 - Oscar w kategorii najlepsze zdjęcia do filmu kolorowego za Złodziej w hotelu
- 1966 - nominacja od Oscara w kategorii najlepsze zdjęcia do filmu czarno-białego za W cieniu dobrego drzewa